# Campeonato Mundial de Natação em Piscina Curta de 2018 - 50 m borboleta feminino
A prova dos 50 metros nado borboleta feminino do Campeonato Mundial de Natação em Piscina Curta de 2018 foi disputado entre os dias 13 e 14 de dezembro de 2018, no Hangzhou Sports Park Stadium, em Hangzhou, na China. 

## Recordes
Antes desta competição, os recordes mundiais e do campeonato nesta prova eram os seguintes:
|                       | Nome              | Nacionalidade | Tempo | Local     | Data                   |
| --------------------- | ----------------- | ------------- | ----- | --------- | ---------------------- |
| Recorde mundial       | Therese Alshammar | Suécia        | 24.38 | Singapura | 22 de dezembro de 2009 |
| Recorde do campeonato | Sarah Sjöström    | Suécia        | 24.58 | Doha      | 5 de dezembro de 2014  |

Os seguintes recordes mundiais ou do campeonato foram estabelecidos durante esta competição: 
| Data           | Evento | Nome                | Nacionalidade | Tempo | Notas                 |
| -------------- | ------ | ------------------- | ------------- | ----- | --------------------- |
| 14 de dezembro | Final  | Ranomi Kromowidjojo | Países Baixos | 24.47 | Recorde do campeonato |

## Medalhistas
| Ouro                      | Prata               | Bronze             |
| Ranomi Kromowidjojo (NED) | Holly Barratt (AUS) | Kelsi Dahlia (USA) |

## Resultados

### Eliminatórias
As eliminatórias ocorreram dia 13 de dezembro com um total de 70 nadadoras. 
| Colocação | Bateria | Raia | Nadadora              | Nacionalidade                   | Tempo | Notas |
| --------- | ------- | ---- | --------------------- | ------------------------------- | ----- | ----- |
| 1         | 7       | 4    | Ranomi Kromowidjojo   | Países Baixos                   | 25.32 | Q     |
| 2         | 4       | 2    | Haley Black           | Canadá                          | 25.43 | Q     |
| 2         | 7       | 3    | Mélanie Henique       | França                          | 25.43 | Q     |
| 4         | 6       | 4    | Kelsi Dahlia          | Estados Unidos                  | 25.49 | Q     |
| 5         | 7       | 2    | Wang Yichun           | China                           | 25.66 | Q     |
| 6         | 7       | 6    | Anastasiya Shkurdai   | Bielorrússia                    | 25.82 | Q     |
| 7         | 5       | 4    | Maaike de Waard       | Países Baixos                   | 25.83 | Q     |
| 8         | 5       | 5    | Aliena Schmidtke      | Alemanha                        | 25.87 | Q     |
| 9         | 5       | 6    | Elena Di Liddo        | Itália                          | 25.88 | Q     |
| 10        | 6       | 3    | Arina Surkova         | Rússia                          | 25.95 | Q     |
| 11        | 5       | 3    | Holly Barratt         | Austrália                       | 25.97 | Q     |
| 12        | 6       | 1    | Erin Gallagher        | África do Sul                   | 26.01 | Q     |
| 13        | 7       | 1    | Daiene Dias           | Brasil                          | 26.06 | Q     |
| 14        | 6       | 2    | Kendyl Stewart        | Estados Unidos                  | 26.09 | Q     |
| 15        | 6       | 6    | Mimosa Jallow         | Finlândia                       | 26.13 | Q     |
| 16        | 5       | 7    | Yukina Hirayama       | Japão                           | 26.14 | QSO   |
| 16        | 7       | 5    | Zhang Yufei           | China                           | 26.14 | QSO   |
| 18        | 6       | 8    | Anna Ntountounaki     | Grécia                          | 26.24 |       |
| 19        | 7       | 7    | Ilaria Bianchi        | Itália                          | 26.29 |       |
| 20        | 5       | 2    | Ai Soma               | Japão                           | 26.34 |       |
| 21        | 6       | 5    | Rozaliya Nasretdinova | Rússia                          | 26.36 |       |
| 22        | 5       | 1    | Alexandra Touretski   | Suíça                           | 26.38 |       |
| 23        | 7       | 8    | Lucie Svěcená         | Chéquia                         | 26.43 |       |
| 24        | 5       | 8    | Park Ye-rin           | Coreia do Sul                   | 26.47 |       |
| 25        | 6       | 0    | Jeserik Pinto         | Venezuela                       | 26.52 |       |
| 26        | 7       | 9    | Emilie Løvberg        | Noruega                         | 26.79 |       |
| 27        | 4       | 5    | Jenjira Srisaard      | Tailândia                       | 26.86 |       |
| 28        | 4       | 8    | Huang Mei-chien       | Taipé Chinesa                   | 26.92 |       |
| 29        | 6       | 9    | Caroline Pilhatsch    | Áustria                         | 27.04 |       |
| 30        | 5       | 0    | Chan Kin Lok          | Hong Kong                       | 27.06 |       |
| 30        | 5       | 9    | Aleyna Özkan          | Turquia                         | 27.06 |       |
| 32        | 4       | 7    | Amina Kajtaz          | Bósnia e Herzegovina            | 27.11 |       |
| 33        | 4       | 4    | Hanna Rosvall         | Suécia                          | 27.18 |       |
| 34        | 7       | 0    | Gabriela Ņikitina     | Letônia                         | 27.27 |       |
| 35        | 4       | 3    | Tamara Potocká        | Eslováquia                      | 27.34 |       |
| 36        | 4       | 1    | Nicholle Toh          | Singapura                       | 27.51 |       |
| 37        | 4       | 0    | Beatriz Padrón        | Costa Rica                      | 27.75 |       |
| 38        | 1       | 4    | María José Ribera     | Bolívia                         | 27.76 |       |
| 39        | 4       | 6    | Vanessa Ouwehand      | Nova Zelândia                   | 27.85 |       |
| 40        | 4       | 9    | Victoria Russell      | Bahamas                         | 27.90 |       |
| 41        | 3       | 5    | Mariel Mencia         | República Dominicana            | 28.45 |       |
| 42        | 3       | 4    | María Hernández       | Nicarágua                       | 28.84 |       |
| 43        | 3       | 3    | Giuliana Dudok        | Uruguai                         | 28.88 |       |
| 44        | 3       | 7    | Varsenik Manucharyan  | Armênia                         | 29.09 |       |
| 45        | 3       | 2    | Hiba Doueihy          | Líbano                          | 29.21 |       |
| 46        | 3       | 1    | Jamila Sanmoogan      | Guiana                          | 29.69 |       |
| 47        | 3       | 6    | Tan Chi Yan           | Macau                           | 29.80 |       |
| 48        | 3       | 8    | Annie Hepler          | Ilhas Marshall                  | 29.86 |       |
| 49        | 2       | 9    | Enkhzul Khuyagbaatar  | Mongólia                        | 30.54 |       |
| 50        | 2       | 2    | Maayaa Ayawere        | Gana                            | 30.87 |       |
| 51        | 1       | 7    | Arleigha Hall         | Turcas e Caicos                 | 30.95 |       |
| 52        | 3       | 0    | Margie Winter         | Estados Federados da Micronésia | 31.57 |       |
| 53        | 1       | 8    | Sonia Aktar           | Bangladesh                      | 32.48 |       |
| 53        | 2       | 7    | Alicia Mateus         | Moçambique                      | 32.48 |       |
| 55        | 1       | 6    | Ayushma Tuladhar      | Nepal                           | 32.51 |       |
| 56        | 2       | 6    | Amantle Mogara        | Botswana                        | 32.55 |       |
| 57        | 2       | 0    | Andrea Schuster       | Samoa                           | 32.65 |       |
| 58        | 2       | 3    | Fatema Almahmeed      | Bahrein                         | 32.92 |       |
| 59        | 1       | 5    | Karina Klimyk         | Tajiquistão                     | 33.45 |       |
| 60        | 2       | 4    | Dania Nour            | Palestina                       | 34.29 |       |
| 61        | 3       | 9    | Celina Itatiro        | Tanzânia                        | 34.47 |       |
| 62        | 1       | 1    | Lidwine Umuhoza Uwase | Ruanda                          | 34.83 |       |
| 63        | 2       | 5    | Laraïba Seibou        | Benim                           | 37.90 |       |
| 64        | 1       | 9    | Lina Selo             | Etiópia                         | 37.98 |       |
| 65        | 1       | 2    | Ina Gadama            | Malawi                          | 39.31 |       |
| 66        | 1       | 0    | Raaidah Aqeel         | Paquistão                       | 39.92 |       |
| 67        | 2       | 1    | Tity Dumbuya          | Serra Leoa                      | 41.18 |       |
| 68        | 2       | 8    | Ridaalla Ibrahim      | Sudão                           | 43.48 |       |
| 69        | 1       | 3    | Fatoumata Samassékou  | Mali                            | DNS   |       |
| 69        | 6       | 7    | Jenna Laukkanen       | Finlândia                       | DNS   |       |

Desempate
O desempate para a semifinal ocorreu dia 13 de dezembro. 
| Posição | Raia | Nadador         | Nacionalidade | Tempo | Notas |
| ------- | ---- | --------------- | ------------- | ----- | ----- |
| 1       | 4    | Yukina Hirayama | Japão         | 25.74 | Q     |
| 2       | 5    | Zhang Yufei     | China         | 25.98 |       |

### Semifinal
A semifinal ocorreu dia 13 de dezembro. 
Semifinal 1
| Colocação | Raia | Nadadora            | Nacionalidade  | Tempo | Notas |
| --------- | ---- | ------------------- | -------------- | ----- | ----- |
| 1         | 5    | Kelsi Dahlia        | Estados Unidos | 24.93 | Q,    |
| 2         | 4    | Haley Black         | Canadá         | 25.60 | Q     |
| 3         | 6    | Aliena Schmidtke    | Alemanha       | 25.60 | Q     |
| 4         | 1    | Kendyl Stewart      | Estados Unidos | 25.66 | R     |
| 5         | 3    | Anastasiya Shkurdai | Bielorrússia   | 25.69 |       |
| 6         | 2    | Arina Surkova       | Rússia         | 25.74 |       |
| 7         | 8    | Hirayama Yukina     | Japão          | 25.82 |       |
| 8         | 7    | Erin Gallagher      | África do Sul  | 26.17 |       |

Semifinal 2
| Colocação | Raia | Nadadora            | Nacionalidade | Tempo | Notas |
| --------- | ---- | ------------------- | ------------- | ----- | ----- |
| 1         | 4    | Ranomi Kromowidjojo | Países Baixos | 24.84 | Q     |
| 2         | 7    | Holly Barratt       | Austrália     | 24.91 | Q     |
| 3         | 6    | Maaike de Waard     | Países Baixos | 25.17 | Q     |
| 4         | 5    | Mélanie Henique     | França        | 25.24 | Q     |
| 5         | 3    | Wang Yichun         | China         | 25.44 | Q     |
| 6         | 2    | Elena di Liddo      | Itália        | 25.66 | R     |
| 7         | 8    | Mimosa Jallow       | Finlândia     | 25.71 |       |
| 8         | 1    | Daiene Dias         | Brasil        | 26.05 |       |

### Final
A final foi realizada em 14 de dezembro. 
| Colocação         | Raia | Nadadora            | Nacionalidade  | Tempo | Notas |
| ----------------- | ---- | ------------------- | -------------- | ----- | ----- |
| Medalha de ouro   | 4    | Ranomi Kromowidjojo | Países Baixos  | 24.47 | ,     |
| Medalha de prata  | 5    | Holly Barratt       | Austrália      | 24.80 |       |
| Medalha de bronze | 3    | Kelsi Dahlia        | Estados Unidos | 24.97 |       |
| 4                 | 2    | Mélanie Henique     | França         | 25.02 |       |
| 5                 | 6    | Maaike de Waard     | Países Baixos  | 25.32 |       |
| 6                 | 7    | Wang Yichun         | China          | 25.38 |       |
| 7                 | 1    | Haley Black         | Canadá         | 25.75 |       |
| 8                 | 8    | Aliena Schmidtke    | Alemanha       | 25.76 |       |

Legenda
| Recorde mundial       | Recorde mundial (World record)               |                       | Recorde africano                      | Recorde africano (African) |                                           | Q | Classificado por posição (Qualified) |
| Recorde do campeonato | Recorde do campeonato (Championship record)  | Recorde da América    | Recorde da América (Americas)         | q                          | Classificado por melhor tempo (Qualified) |   |                                      |
| Melhor marca do ano   | Melhor marca do ano (World leading)          | Recorde asiático      | Recorde asiático (Asian)              | DNS                        | Não largou (Did not start)                |   |                                      |
| Recorde nacional      | Recorde nacional (National record)           | Recorde europeu       | Recorde europeu (European)            | DNF                        | Não terminou (Did not finish)             |   |                                      |
| Recorde pessoal       | Recorde pessoal do atleta (Personal best)    | Recorde da Oceania    | Recorde da Oceania (Oceania)          | DSQ / DQ                   | Desclassificado (Disqualified)            |   |                                      |
| Recorde da temporada  | Recorde da temporada do atleta (Season best) | Recorde sul-americano | Recorde sul-americano (South America) | NM                         | Sem marca (No mark)                       |   |                                      |